# Dimitry Caloin
Dimitry Caloin (ur. 8 maja 1990 w Limoges) – madagaskarski piłkarz pochodzenia francuskiego występujący na pozycji pomocnika we francuskim klubie ESA Brive oraz w reprezentacji Madagaskaru.

## Kariera klubowa

### Limoges FC
1 lipca 2010 podpisał kontrakt z klubem Limoges FC. Zadebiutował 11 grudnia 2011 w meczu Puchar Francji przeciwko Toulouse Rodéo FC (1:2). W 2012 został na stałe przesunięty do pierwszego zespołu. W Championnat National 3 zadebiutował 25 sierpnia 2012 w meczu przeciwko SO Cholet (0:0). Pierwszą bramkę zdobył 20 października 2012 w meczu ligowym przeciwko Poitiers FC (3:0). W sezonie 2013/14 jego zespół zajął drugie miejsce w tabeli i awansował do wyższej ligi. W Championnat National 2 zadebiutował 23 sierpnia 2014 w meczu przeciwko US Concarneau (2:0). Pierwszą bramkę w lidze zdobył 30 sierpnia 2014 w meczu przeciwko FC Nantes II (2:2).

### SO Cholet
17 czerwca 2017 przeszedł do drużyny SO Cholet. Zadebiutował 4 sierpnia 2017 w meczu Championnat National przeciwko US Créteil-Lusitanos (0:5).

### Les Herbiers VF
1 lipca 2018 podpisał kontrakt z zespołem Les Herbiers VF. Zadebiutował 11 sierpnia 2018 w meczu Championnat National 2 przeciwko Stade Bordelais (1:0). Pierwszą bramkę zdobył 24 listopada 2018 w meczu ligowym przeciwko Stade Montois (3:2).

### FC Villefranche
1 sierpnia 2019 przeszedł do klubu FC Villefranche. Zadebiutował 18 października 2019 w meczu Championnat National przeciwko Gazélec Ajaccio (2:0).

### FC Fleury 91
1 lipca 2020 podpisał kontrakt z drużyną FC Fleury 91. Zadebiutował 14 lutego 2021 w meczu Puchar Francji przeciwko CS Louhans-Cuiseaux (0:1).

## Kariera reprezentacyjna

### Madagaskar
W 2017 roku otrzymał powołanie do reprezentacji Madagaskaru. Zadebiutował 9 czerwca 2017 w meczu kwalifikacji do Pucharu Narodów Afryki 2019 przeciwko reprezentacji Sudanu (1:3). 16 maja 2019 otrzymał powołanie na Puchar Narodów Afryki 2019. W Pucharze Narodów Afryki 2019 zadebiutował 7 lipca 2019 w meczu 1/8 finału przeciwko reprezentacji Demokratycznej Republiki Konga (2:2 k. 4:2).

## Statystyki

### Klubowe
(aktualne na dzień 15 marca 2021)
| Klub               | Sezon              | Liga                   | Liga  | Liga   | Puchar kraju | Puchar kraju | Suma  | Suma   |
| Klub               | Sezon              | Liga                   | Mecze | Bramki | Mecze        | Bramki       | Mecze | Bramki |
| ------------------ | ------------------ | ---------------------- | ----- | ------ | ------------ | ------------ | ----- | ------ |
| Limoges FC         | 2011/12            | Championnat National 3 | 0     | 0      | 3            | 0            | 3     | 0      |
| Limoges FC         | 2012/13            | Championnat National 3 | 25    | 5      | 1            | 0            | 26    | 5      |
| Limoges FC         | 2013/14            | Championnat National 3 | 24    | 0      | 0            | 0            | 24    | 0      |
| Limoges FC         | 2014/15            | Championnat National 2 | 23    | 2      | 0            | 0            | 23    | 2      |
| Limoges FC         | 2015/16            | Championnat National 3 | 23    | 1      | 2            | 0            | 25    | 1      |
| Limoges FC         | 2016/17            | Championnat National 3 | 23    | 6      | 1            | 0            | 24    | 6      |
| Limoges FC         | Ogólnie            | Ogólnie                | 118   | 14     | 7            | 0            | 125   | 14     |
| SO Cholet          | 2017/18            | Championnat National   | 21    | 0      | 1            | 0            | 22    | 0      |
| SO Cholet          | Ogólnie            | Ogólnie                | 21    | 0      | 1            | 0            | 22    | 0      |
| Les Herbiers VF    | 2018/19            | Championnat National 2 | 19    | 1      | 1            | 0            | 20    | 1      |
| Les Herbiers VF    | Ogólnie            | Ogólnie                | 19    | 1      | 1            | 0            | 20    | 1      |
| FC Villefranche    | 2019/20            | Championnat National   | 6     | 0      | 1            | 0            | 7     | 0      |
| FC Villefranche    | Ogólnie            | Ogólnie                | 6     | 0      | 1            | 0            | 7     | 0      |
| FC Fleury 91       | 2020/21            | Championnat National 2 | 0     | 0      | 1            | 0            | 1     | 0      |
| FC Fleury 91       | Ogólnie            | Ogólnie                | 0     | 0      | 1            | 0            | 1     | 0      |
| Ogólnie w karierze | Ogólnie w karierze | Ogólnie w karierze     | 164   | 15     | 11           | 0            | 175   | 15     |

### Reprezentacyjne
(aktualne na dzień 15 marca 2021)
| Reprezentacja | Rok     | Mecze | Bramki |
| ------------- | ------- | ----- | ------ |
| Madagaskar    |         |       |        |
| 2017          | 2       | 0     |        |
| 2018          | 3       | 0     |        |
| 2019          | 4       | 0     |        |
| 2020          | 1       | 0     |        |
| Ogólnie       | Ogólnie | 10    | 0      |

| Mecze i gole w reprezentacji | Mecze i gole w reprezentacji | Mecze i gole w reprezentacji | Mecze i gole w reprezentacji | Mecze i gole w reprezentacji  | Mecze i gole w reprezentacji | Mecze i gole w reprezentacji | Mecze i gole w reprezentacji    |
| Lp.                          | Data                         | Miejsce                      | Gospodarz                    | Gość                          | Wynik                        | Gol                          | Rozgrywki                       |
| ---------------------------- | ---------------------------- | ---------------------------- | ---------------------------- | ----------------------------- | ---------------------------- | ---------------------------- | ------------------------------- |
| 1.                           | 09.06.2017                   | Al-Ubajjid                   | Sudan                        | Madagaskar                    | 1:3                          |                              | el. Pucharu Narodów Afryki 2019 |
| 2.                           | 04.10.2017                   | Kampala                      | Uganda                       | Madagaskar                    | 1:2                          |                              | Mecz towarzyski                 |
| 3.                           | 21.03.2018                   | Saint-Leu-la-Forêt           | Togo                         | Madagaskar                    | 0:0                          |                              | Mecz towarzyski                 |
| 4.                           | 24.03.2018                   | Franconville                 | Madagaskar                   | Kosowo                        | 0:1                          |                              | Mecz towarzyski                 |
| 5.                           | 09.09.2018                   | Antananarywa                 | Madagaskar                   | Senegal                       | 2:2                          |                              | el. Pucharu Narodów Afryki 2019 |
| 6.                           | 07.06.2019                   | Bondoufle                    | Kenia                        | Madagaskar                    | 1:0                          |                              | Mecz towarzyski                 |
| 7.                           | 14.06.2019                   | Marrakesz                    | Madagaskar                   | Mauretania                    | 1:3                          |                              | Mecz towarzyski                 |
| 8.                           | 07.07.2019                   | Aleksandria                  | Madagaskar                   | Demokratyczna Republika Konga | 2:2 k. 4:2                   |                              | Puchar Narodów Afryki 2019      |
| 9.                           | 19.11.2019                   | Niamey                       | Niger                        | Madagaskar                    | 2:6                          |                              | el. Pucharu Narodów Afryki 2021 |
| 10.                          | 12.11.2020                   | Abidżan                      | Wybrzeże Kości Słoniowej     | Madagaskar                    | 2:1                          |                              | el. Pucharu Narodów Afryki 2021 |

## Sukcesy

### Limoges FC
- Wicemistrzostwo Championnat National 3 (2×): 2013/2014, 2016/2017

### Les Herbiers VF
- Wicemistrzostwo Championnat National 2 (1×): 2018/2019

## Życie prywatne
Caloin urodził się w Limoges, we Francji. Jego matka jest pochodzenia madagaskarskiego, a on sam posiada dwa obywatelstwa.